# My Favorites of Hank Williams
My Favorites of Hank Williams è un album in studio del cantante statunitense George Jones, pubblicato nel 1962.
Si tratta del secondo album tributo di Jones a Hank Williams.

## Tracce
Tutte le tracce sono di Hank Williams, eccetto dove indicato.
1. You're Gonna Change (Or I'm Gonna Leave) – 2:14
2. You Win Again – 2:27
3. Mansion on the Hill (Fred Rose, Williams) – 2:21
4. I Just Don't Like This Kind of Living – 2:29
5. Lonesome Whistle (Jimmie Davis, Williams) – 2:20
6. Wedding Bells (Claude Boone) – 2:10
7. Your Cheatin' Heart – 2:28
8. They'll Never Take Her Love from Me (Leon Payne) – 2:29
9. I Heard You Crying in Your Sleep – 2:10
10. A House Without Love – 2:24
11. I Could Never Be Ashamed of You – 2:22
12. Take These Chains from My Heart (Hy Heath, Rose) – 2:20